# Betacixius ocellatus
Betacixius ocellatus är en insektsart som beskrevs av Matsumura 1914. Betacixius ocellatus ingår i släktet Betacixius och familjen kilstritar. Inga underarter finns listade i Catalogue of Life.